# Jaroslava Valová

Jaroslava Valová

Jaroslava Valová (15. dubna 1947, Dobříš, rodným jménem Jaroslava Štyndlová) je česká podnikatelka a zakladatelka prosperující rodinné společnosti SIKO KOUPELNY. Její sestra byla úspěšná vodní slalomářka a kajakářka Ludmila Polesná.

## Osobní život
Pochází z Dobříše, kde se v roce 1947 narodila jako nejmladší dcera rodiny Štyndlových. Její rodiče pocházeli z Čimelic u Písku, kde její otec, Bedřich Štyndl, pracoval jako vrchní zahradník knížete Schwarzenberga. Většinu dětství prožila v Dobříši. V letech 1962–1966 studovala Střední ekonomickou školu v Příbrami, kde v roce 1966 také odmaturovala.
V roce 1966, po maturitě, nastoupila do Jitexu v Písku, kde obsluhovala stroje v přádelně. Následně byla po roce práce přesunuta na pozici sekretářky náměstka. V roce 1967 se rozhodla místo opustit a začala studovat obor provozní ekonomie na Zemědělské fakultě v Českých Budějovicích. Na škole potkala svého budoucího manžela Vítězslava. V roce 1971 se jim narodil nejstarší syn, který dostal také jméno Vítězslav. Společně s manželem ukončila Jaroslava studium na vysoké škole červeným diplomem. Následně přivedla na svět syna Tomáše a nejmladší dceru Janu.
Od roku 1980 si také přivydělávali například pěstováním a následným prodejem narcisek nebo chovem ovcí a prodejem vlny. Podnikání se mohli naplno věnovat až po pádu komunismu, který s nadšením oslavili. Během prvních dvou let po sametové revoluci začala Jaroslava s manželem budovat podnikání s keramickými obklady. V roce 1991 založili firmu SIKO a obklady a vybavení koupelen začali prodávat z malého (40 m²) obchůdku na náměstí v Čimelicích.
V roce 1995 se s manželem rozvedli. Ten zároveň v této době opustil jejich podnikání, na které zůstala sama s dětmi.
V současné době[kdy?] je Jaroslava Valová v důchodu, který tráví v jihočeských Čimelicích. Věnuje se přednáškové činnosti a účastní se strategických meetingů společnosti týkajících se zejména financí a marketingu.

## Podnikatelská kariéra
Po škole dostala roční „umístěnku“ do zemědělského družstva vedle Čimelic, následně začala pracovat jako ekonomka v okresním veterinárním zařízení, kde strávila 15 let. Kvůli nemoci své sestry, o kterou se starala, zaměstnání opustila. Poté strávila dva roky jako správkyně v turistické základně v Čimelicích, kde vydržela až do revoluce.
Začátky rodinného podnikání nebyly jednoduché. Manželé Valovi si přivydělávali ještě před revolucí. Prostřednictvím spolku zahrádkářů prodávali narcisky a různé další výpěstky ze své zahrádky. Každý rok v březnu je potom na Mezinárodní den žen prodali na trhu v Příbrami. Vydělané peníze ukládali na vkladní knížky, aby si jednou mohli koupit lepší auto. Po sametové revoluci v roce 1991 Jaroslava s manželem Vítězslavem vzali úspory z vkladních knížek, zastavili dům a začali budovat své podnikání v jihočeských Čimelicích. Jejich známý jim tehdy poradil, aby investovali do prodávání keramických obkladů. Trh se totiž v devadesátých letech rozpadal a tehdejší zavedené podniky se stavebninami přestávaly existovat. Byla to velká šance pro nově začínající podnikatele, kteří měli ambici se na trhu uchytit. Valovi nakonec dali na radu známého prodávat obkladačky od zprostředkovatelů. Nejprve plánovali mít prodejnu v garáži, ale Jaroslava prosadila, aby začali prodávat u hlavní silnice a byli více na očích. Pronajali si dům u silnice a začali prodávat obklady, základní sanitu a drobnosti do koupelen. Tehdy se zrodilo SIKO. Název byl vytvořen z počátečních písmen slov označující sortiment, který chtěli prodávat – Stavební Izolace, Keramika a Obklady. I když nakonec stavební izolace nebyla součástí sortimentu, název společnosti zůstal dodnes. Možná i díky tomuto názvu si mnoho lidí myslelo, že je firma z Rakouska či Německa, což bylo v porevoluční době vnímáno pozitivně. Zboží získávali od zprostředkovatelů, kteří nadsazovali ceny, proto Jaroslava po pár týdnech vstoupila do jednání s výrobci a snažila se začít odebírat sortiment přímo od nich.
V roce 1992 se do podnikání zapojili i příbuzní z Kralic nad Oslavou u Brna, kde vznikla druhá prodejna SIKO. V roce 1994 už mělo SIKO dokonce jedenáct prodejen včetně prodejen partnerských.
V roce 1995 po rozvodu s manželem zůstala Jaroslava se svými třemi dětmi Vítězslavem, Tomášem a Janou a s úvěrem ve výši 22 milionů korun na podnikání sama. V této krizi se jí dostalo velké podpory rodiny, díky níž opět získala motivaci do práce. Díky tomu v roce 1997 investovala do koupi areálu bývalého Technomaxu v Brně. SIKO tak otevřelo první prodejnu v krajském městě. Následovalo otevírání poboček i v dalších krajských městech – v Ostravě či v Českých Budějovicích. V roce 2001 pronikla Jaroslava se svou rodinnou společností také do Prahy, kde otevřeli showroom na Černém Mostě. Tehdy synům předala obchodní politiku, aby se mohla více zaměřit na vytváření maloobchodního konceptu prodejen, ekonomiku a marketing firmy. V roce 2010 se rozhodla expandovat společnost na Slovensko. První showroom vznikl v Bratislavě. Dnes má firma na Slovensku 14 poboček. V roce 2012 rozšířila sortiment koupelen také o nabídku kuchyní. V roce 2013 se Jaroslavě podařilo zrealizovat ve spolupráci s významnou českou architektkou Evou Jiřičnou na pražském Zličíně otevření největšího koupelnového showroomu firmy. Návrhy obchodů od věhlasných architektů byly tehdy ve světě běžnou záležitostí, ale v Čechách byla tato spolupráce jedním z prvních významných počinů.
V roce 2014 spustila společně s dětmi nové webové stránky firmy s rozsáhlým e-shopem.
Na konci roku 2015 po čtvrtstoletí v čele firmy předala SIKO svým dětem. Prostřední syn Tomáš se stal generálním ředitelem. Syn Vítězslav je předsedou představenstva a ředitel pro strategii společnosti a dcera, která je na mateřské dovolené, je předsedkyní dozorčí rady. Jaroslava se i po předání postu generální ředitelky stále podílí na zásadních rozhodnutích firmy. Nadále se účastní strategických meetingů společnosti týkajících se zejména financí a marketingu. Věnuje se také přednáškové činnosti a předávání zkušeností v oblasti řízení rodinných firem.
K roku 2021 ji časopis Forbes řadil jako 4. nejbohatší Češku a 89. nejbohatšího Čecha s majetkem 3,2 mld. Kč.

## Ocenění
Je držitelkou titulů: LADY PRO 2012, Podnikatel roku 2013 za region Praha a Středočeský kraj a Manažerka roku 2013. V anketě Hospodářských novin TOP 25 žen českého byznysu se v roce 2013 stala skokankou roku a v roce 2014 se umístila na 3. místě. V roce 2015 získala v anketě magazínu Forbes Nejvlivnější ženy Česka 2015 18. místo a v témže roce také získala v rámci Ocenění českých podnikatelek nejvyšší ocenění v kategorii velká společnost. V roce 2017 zvítězila v anketě TOP ženy Česka 2017 v kategorii Byznys podnikatelka a v roce 2019 byla uvedena do Síně slávy. Pyšní se také titulem Manažerka čtvrtstoletí, kterou ji udělila Česká manažerská asociace.